# جون ويلسون (لاعب كرة القدم الغالية)
جون ويلسون (بالإنجليزية: John Wilson)‏ (و. 1923 – 2007 م) هو لاعب كرة القدم الغالية، وسياسي من جمهورية أيرلندا، والدولة الأيرلندية الحرة، ولد في مقاطعة كافان، كان عضوًا في فيانا فايل، توفي في دبلن، عن عمر يناهز 84 عاماً.

## مناصب
تولى منصب وزير الدفاع ‏ (11 فبراير 1992–12 يناير 1993)
- Department of Rural and Community Development [الإنجليزية]‏ (11 فبراير 1992–12 يناير 1993)
- Minister for Housing, Local Government and Heritage [الإنجليزية]‏ (8 نوفمبر 1991–14 نوفمبر 1991)
- تانيست (13 نوفمبر 1990–12 يناير 1993)
- Minister for the Environment, Climate and Communications [الإنجليزية]‏ (12 يوليو 1989–11 فبراير 1992)
- نائب دييل (29 يونيو 1989–5 نوفمبر 1992)[5]
- وزير النقل والسياحة والرياضة [الإنجليزية]‏ (31 مارس 1987–12 يوليو 1989)
- Minister for Communications (Ireland) [الإنجليزية]‏ (10 مارس 1987–31 مارس 1987)
- نائب دييل (10 مارس 1987–25 مايو 1989)[5]
- نائب دييل (14 ديسمبر 1982–20 يناير 1987)[5]
- Minister for Posts and Telegraphs [الإنجليزية]‏ (9 مارس 1982–14 ديسمبر 1982)
- نائب دييل (9 مارس 1982–4 نوفمبر 1982)[5]
- نائب دييل (30 يونيو 1981–27 يناير 1982)[5]
- وزير التربية والمهارات [الإنجليزية]‏ (5 يوليو 1977–30 يونيو 1981)
- نائب دييل (5 يوليو 1977–21 مايو 1981)[5]
- نائب دييل (14 مارس 1973–25 مايو 1977)[5]

.

## التعليم
تعلم في جامعة أيرلندا الوطنية، وتعلم في جامعة لندن
.